# قرار مجلس الأمن التابع للأمم المتحدة رقم 1163
قرار مجلس الأمن التابع للأمم المتحدة 1163 هُو قرار اتخذ بالإجماع في 17 أبريل 1998، بعد إعادة التأكيد على جميع القرارات السابقة بشأن الصحراء الغربية، حيث مدد المجلس ولاية بعثة الأمم المتحدة للاستفتاء في الصحراء الغربية (المينورسو) حتى 20 يوليو 1998، حتى تُمضي قدما في مهام تحديد هُوية الناخبين.
وأكد مجلس الأمن من جديد الاتفاق المُبرم بين حكومة المغرب وجبهة البوليساريو بشأن تنفيذ خطة التسوية، وأن مسؤولية تحديد هوية الناخبين تقع على عاتق لجنة تحديد الهوية. كما أكد على ضرورة إجراء استفتاء حول تقرير المصير لشعب الصحراء الغربية وفقاً لخُطة التسوية.
إضافة إلى تمديد ولاية بعثة الأمم المتحدة للاستفتاء في الصحراء الغربية حتى 20 يوليو 1998، نص القرار أيضا على استمرار نشر الوحدات الهندسية والمُوظفين الإداريين اللازمين لإزالة الألغام ودعم نشر الأفراد العسكريين، وأشار إلى أن المجلس سينظر في طلب قُوات إضافية وقُوات شرطة. وطالب المجلس حكومات الجزائر وموريتانيا والمغرب بالتوقيع على اتفاقية تمركز القُوات مع الأمم المتحدة.
واختُتم القرار بتكليف الأمين العام كوفي عنان بمهمة إرسال تقرير إلى مجلس الأمن كُل 30 يوما يتضمن مسار تنفيذ القرار الحالي وأعمال بعثة المينورسو.